# Eunoé (esposa de Bogudes)

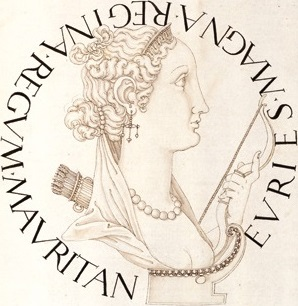
Eunoë, Magnum ac novum opus

Eunoé foi uma dama de ascendência moura do século I a.C. que, segundo o historiador romano Suetônio, era esposa de Bogudes, rei da Mauritânia, e uma amante do general Júlio César. Ela, assim como a rainha egípcia Cleópatra, estava entre as várias mulheres cortejadas pelo general.
O romance deles ocorreu quando da chegada dele ao norte da África antes da batalha de Tapso em 6 de abril de 46 a.C., sendo possível que ela tenha conseguido superar a afeição dele por Cleópatra. O relacionamento entre eles foi entretanto breve, com César deixando a África em junho do mesmo ano, cinco meses e meio após chegar, e tanto Eunoé quanto Bogudes desfrutaram dos presentes concedidos por César a eles.